# ICD-10 第16章:周産期に発生した病態
本項は、『疾病及び関連保健問題の国際統計分類』第10版（ICD-10）の「第16章:周産期に発生した病態」の一覧である。

## P00-P96 - 周産期に発生した病態

### (P00-P04)　母体側要因並びに妊娠及び分娩の合併症により影響を受けた胎児及び新生児
- P00　現在の妊娠とは無関係の場合もありうる母体の病態により影響を受けた胎児及び新生児
  - P00.0　母体の高血圧性障害により影響を受けた胎児及び新生児
  - P00.1　母体の腎及び尿路疾患により影響を受けた胎児及び新生児
  - P00.2　母体の感染症及び寄生虫症により影響を受けた胎児及び新生児
  - P00.3　その他の母体の循環器系疾患及び呼吸器系疾患により影響を受けた胎児及び新生児
  - P00.4　母体の栄養障害により影響を受けた胎児及び新生児
  - P00.5　母体の損傷により影響を受けた胎児及び新生児
  - P00.6　母体に対する外科的処置により影響を受けた胎児及び新生児
  - P00.7　母体に対するその他の医学的処置により影響を受けた胎児及び新生児，他に分類されないもの
  - P00.8　その他の母体の病態により影響を受けた胎児及び新生児
  - P00.9　詳細不明の母体の病態により影響を受けた胎児及び新生児
- P01　母体の妊娠合併症により影響を受けた胎児及び新生児
  - P01.0　無力頚管により影響を受けた胎児及び新生児
  - P01.1　前期破水により影響を受けた胎児及び新生児
  - P01.2　羊水過少症により影響を受けた胎児及び新生児
  - P01.3　羊水過多症により影響を受けた胎児及び新生児
  - P01.4　子宮外妊娠により影響を受けた胎児及び新生児
  - P01.5　多胎妊娠により影響を受けた胎児及び新生児
  - P01.6　母体死亡により影響を受けた胎児及び新生児
  - P01.7　分娩開始前の胎位異常により影響を受けた胎児及び新生児
  - P01.8　その他の母体の妊娠合併症により影響を受けた胎児及び新生児
  - P01.9　母体の妊娠合併症により影響を受けた胎児及び新生児，詳細不明
- P02　胎盤，臍帯及び卵膜の合併症により影響を受けた胎児及び新生児
  - P02.0　前置胎盤により影響を受けた胎児及び新生児
  - P02.1　その他の様式の胎盤剥離及び出血により影響を受けた胎児及び新生児
  - P02.2　その他及び詳細不明の胎盤の形態及び機能の異常により影響を受けた胎児及び新生児
  - P02.3　胎盤輸血症候群により影響を受けた胎児及び新生児
  - P02.4　臍帯脱出により影響を受けた胎児及び新生児
  - P02.5　臍帯のその他の圧迫により影響を受けた胎児及び新生児
  - P02.6　臍帯のその他及び詳細不明の病態により影響を受けた胎児及び新生児
  - P02.7　絨毛羊膜炎により影響を受けた胎児及び新生児
  - P02.8　卵膜のその他の異常により影響を受けた胎児及び新生児
  - P02.9　卵膜の異常により影響を受けた胎児及び新生児，詳細不明
- P03　その他の分娩合併症により影響を受けた胎児及び新生児
  - P03.0　骨盤位分娩及び牽出により影響を受けた胎児及び新生児
  - P03.1　分娩中のその他の胎位異常，胎向異常及び胎児骨盤不均衡により影響を受けた胎児及び新生児
  - P03.2　鉗子分娩により影響を受けた胎児及び新生児
  - P03.3　吸引分娩により影響を受けた胎児及び新生児
  - P03.4　帝王切開分娩により影響を受けた胎児及び新生児
  - P03.5　急産により影響を受けた胎児及び新生児
  - P03.6　異常子宮収縮により影響を受けた胎児及び新生児
  - P03.8　その他の明示された分娩合併症により影響を受けた胎児及び新生児
  - P03.9　分娩合併症により影響を受けた胎児及び新生児，詳細不明
- P04　胎盤又は母乳を介して有害な影響を受けた胎児及び新生児
  - P04.0　妊娠及び分娩における母体の麻酔及び鎮痛治療により影響を受けた胎児及び新生児
  - P04.1　その他の母体への投薬により影響を受けた胎児及び新生児
  - P04.2　母体のタバコ使用<喫煙>により影響を受けた胎児及び新生児
  - P04.3　母体のアルコール使用<飲酒>により影響を受けた胎児及び新生児
  - P04.4　母体の嗜癖性薬物使用により影響を受けた胎児及び新生児
  - P04.5　母体の栄養性化学物質の使用により影響を受けた胎児及び新生児
  - P04.6　母体の環境化学物質の曝露により影響を受けた胎児及び新生児
  - P04.8　母体のその他の有害な影響を受けた胎児及び新生児
  - P04.9　母体の有害な影響を受けた胎児及び新生児，詳細不明

### (P05-P08)　妊娠期間及び胎児発育に関連する障害
- P05　胎児発育遅延<成長遅滞>及び胎児栄養失調(症)
  - P05.0　妊娠期間に比較して低体重
  - P05.1　妊娠期間に比較して低体重・低身長
  - P05.2　妊娠期間に比較して低体重又は低身長の記載のない胎児栄養失調(症)
  - P05.9　胎児の発育遅延<成長遅滞>，詳細不明
- P07　妊娠期間短縮及び低出産体重に関連する障害，他に分類されないもの
  - P07.0　超低出産体重(児)
  - P07.1　その他の低出産体重(児)
  - P07.1a　その他の低出産体重(児)のうち，出産体重1000グラム－1499グラムの児
  - P07.1b　その他の低出産体重(児)のうち，出産体重1500グラム－2499グラムの児
  - P07.2　超未熟(児)
  - P07.3　その他の早産児
- P08　遷延妊娠及び高出産体重に関連する障害
  - P08.0　超巨大児
  - P08.1　妊娠期間に比較して過体重のその他の児
  - P08.2　過期産児，妊娠期間に比較して過体重でないもの

### (P10-P15)　出産外傷
- P10　出産損傷による頭蓋内裂傷及び出血
  - P10.0　出産損傷による硬膜下出血
  - P10.1　出産損傷による脳出血
  - P10.2　出産損傷による脳室内出血
  - P10.3　出産損傷によるくも膜下出血
  - P10.4　出産損傷による(小脳)テント裂傷<断裂>
  - P10.8　出産損傷によるその他の頭蓋内裂傷及び出血
  - P10.9　出産損傷による詳細不明の頭蓋内裂傷及び出血
- P11　中枢神経系のその他の出産損傷
  - P11.0　出産損傷による脳浮腫
  - P11.1　出産損傷によるその他の明示された脳傷害
  - P11.2　出産損傷による詳細不明の脳傷害
  - P11.3　顔面神経の出産損傷
  - P11.4　その他の脳神経の出産損傷
  - P11.5　脊椎及び脊髄の出産損傷
  - P11.9　中枢神経系の出産損傷，詳細不明
- P12　頭皮の出産損傷
  - P12.0　出産損傷による頭血腫
  - P12.1　出産損傷による後頭部まげ状隆起
  - P12.2　出産損傷による帽状腱膜下出血
  - P12.3　出産損傷による頭皮の皮下出血
  - P12.4　モニタリングによる新生児頭皮の損傷
  - P12.8　頭皮のその他の出産損傷
  - P12.9　頭皮の出産損傷，詳細不明
- P13　骨格の出産損傷
  - P13.0　出産損傷による頭蓋骨折
  - P13.1　頭蓋のその他の出産損傷
  - P13.2　大腿骨の出産損傷
  - P13.3　その他の長管骨の出産損傷
  - P13.4　出産損傷による鎖骨の骨折
  - P13.8　その他の部位の骨格の出産損傷
  - P13.9　骨格の出産損傷，詳細不明
- P14　末梢神経系の出産損傷
  - P14.0　出産損傷によるエルプ麻痺
  - P14.1　出産損傷によるクルンプケ麻痺
  - P14.2　出産損傷による横隔神経麻痺
  - P14.3　その他の上腕神経そう<叢>の出産損傷
  - P14.8　末梢神経系のその他の部位の出産損傷
  - P14.9　末梢神経系の出産損傷，詳細不明
- P15　その他の出産損傷
  - P15.0　肝の出産損傷
  - P15.1　脾の出産損傷
  - P15.2　出産損傷による胸鎖乳突筋損傷
  - P15.3　眼の出産損傷
  - P15.4　顔面の出産損傷
  - P15.5　外性器の出産損傷
  - P15.6　出産損傷による皮下脂肪え<壊>死
  - P15.8　その他の明示された出産損傷
  - P15.9　出産損傷，詳細不明

### (P20-P29)　周産期に特異的な呼吸障害及び心血管障害
- P20　子宮内低酸素症
  - P20.0　分娩開始前に初めて気付かれた子宮内低酸素症
  - P20.1　分娩中に初めて気付かれた子宮内低酸素症
  - P20.9　子宮内低酸素症，詳細不明
- P21　出生時仮死
  - P21.0　重度出生時仮死
  - P21.1　軽度及び中等度出生時仮死
  - P21.9　出生時仮死，詳細不明
- P22　新生児の呼吸窮<促>迫
  - P22.0　新生児呼吸窮<促>迫症候群<ＩＲＤＳ>
  - P22.1　新生児一過性頻呼吸
  - P22.8　新生児のその他の呼吸窮<促>迫
  - P22.9　新生児の呼吸窮<促>迫，詳細不明
- P23　先天性肺炎
  - P23.0　ウイルスによる先天性肺炎
  - P23.1　クラミジアによる先天性肺炎
  - P23.2　ブドウ球菌による先天性肺炎
  - P23.3　Ｂ群レンサ球菌による先天性肺炎
  - P23.4　大腸菌による先天性肺炎
  - P23.5　緑膿菌による先天性肺炎
  - P23.6　その他の細菌による先天性肺炎
  - P23.8　その他の病原体による先天性肺炎
  - P23.9　先天性肺炎，詳細不明
- P24　新生児吸引症候群
  - P24.0　新生児の胎便吸引
  - P24.1　新生児の羊水及び粘液の吸引
  - P24.2　新生児の血液吸引
  - P24.3　新生児の乳汁及び吐出食物の吸引
  - P24.8　その他の新生児吸引症候群
  - P24.9　新生児吸引症候群，詳細不明
- P25　周産期に発生した間質性気腫及び関連病態
  - P25.0　周産期に発生した間質性気腫
  - P25.1　周産期に発生した気胸
  - P25.2　周産期に発生した気縦隔症
  - P25.3　周産期に発生した気心膜(症)
  - P25.8　周産期に発生した間質性気腫に関連するその他の病態
- P26　周産期に発生した肺出血
  - P26.0　周産期に発生した気管気管支出血
  - P26.1　周産期に発生した大量肺出血
  - P26.8　周産期に発生したその他の肺出血
  - P26.9　周産期に発生した詳細不明の肺出血
- P27　周産期に発生した慢性呼吸器疾患
  - P27.0　ウィルソン・ミキティ症候群
  - P27.1　周産期に発生した気管支肺異形成(症)
  - P27.8　周産期に発生したその他の慢性呼吸器疾患
  - P27.9　周産期に発生した詳細不明の慢性呼吸器疾患
- P28　周産期に発生したその他の呼吸器病態
  - P28.0　新生児原発性無気肺
  - P28.1　その他及び詳細不明の新生児無気肺
  - P28.2　新生児のチアノーゼ発作
  - P28.3　新生児原発性睡眠時無呼吸
  - P28.4　新生児のその他の無呼吸
  - P28.5　新生児の呼吸不全
  - P28.8　新生児のその他の明示された呼吸器病態
  - P28.9　新生児の呼吸器病態，詳細不明
- P29　周産期に発生した心血管障害
  - P29.0　新生児心不全
  - P29.1　新生児心調律障害
  - P29.2　新生児高血圧(症)
  - P29.3　胎児循環持続<遺残>
  - P29.4　新生児の一過性心筋虚血
  - P29.8　周産期に発生したその他の心血管障害
  - P29.9　周産期に発生した心血管障害，詳細不明

### (P35-P39)　周産期に特異的な感染症
- P35　先天性ウイルス疾患
  - P35.0　先天性風疹症候群
  - P35.1　先天性サイトメガロウイルス感染症
  - P35.2　先天性ヘルペスウイルス[単純ヘルペス]感染症
  - P35.3　先天性ウイルス肝炎
  - P35.8　その他の先天性ウイルス疾患
  - P35.9　先天性ウイルス疾患，詳細不明
- P36　新生児の細菌性敗血症
  - P36.0　Ｂ群レンサ球菌による新生児の敗血症
  - P36.1　その他及び詳細不明のレンサ球菌による新生児の敗血症
  - P36.2　黄色ブドウ球菌による新生児の敗血症
  - P36.3　その他及び詳細不明のブドウ球菌による新生児の敗血症
  - P36.4　大腸菌による新生児の敗血症
  - P36.5　嫌気性菌による新生児の敗血症
  - P36.8　新生児のその他の細菌性敗血症
  - P36.9　新生児の細菌性敗血症，詳細不明
- P37　その他の先天性感染症及び寄生虫症
  - P37.0　先天性結核
  - P37.1　先天性トキソプラズマ症
  - P37.2　新生児(播種性)リステリア症
  - P37.3　先天性熱帯熱マラリア
  - P37.4　その他の先天性マラリア
  - P37.5　新生児カンジダ症
  - P37.8　その他の明示された先天性感染症及び寄生虫症
  - P37.9　先天性感染症又は寄生虫症，詳細不明
- P38　軽度出血を伴う又は伴わない新生児の臍炎
- P39　周産期に特異的なその他の感染症
  - P39.0　新生児感染性乳腺炎
  - P39.1　新生児結膜炎及び涙のう<嚢>炎
  - P39.2　胎児の羊水内感染症，他に分類されないもの
  - P39.3　新生児尿路感染症
  - P39.4　新生児皮膚感染症
  - P39.8　周産期に特異的なその他の明示された感染症
  - P39.9　周産期に特異的な感染症，詳細不明

### (P50-P61)　胎児及び新生児の出血性障害及び血液障害
- P50　胎児失血
  - P50.0　前置血管からの胎児失血
  - P50.1　臍帯破裂からの胎児失血
  - P50.2　胎盤からの胎児失血
  - P50.3　双胎の対児への失血
  - P50.4　母体循環への失血
  - P50.5　双胎の対児の臍帯断端からの胎児失血
  - P50.8　その他の胎児失血
  - P50.9　胎児失血，詳細不明
- P51　新生児の臍出血
  - P51.0　新生児の大量臍出血
  - P51.8　新生児のその他の臍出血
  - P51.9　新生児の臍出血，詳細不明
- P52　胎児及び新生児の頭蓋内非外傷性出血
  - P52.0　胎児及び新生児の脳室内(非外傷性)出血，第１度
  - P52.1　胎児及び新生児の脳室内(非外傷性)出血，第２度
  - P52.2　胎児及び新生児の脳室内(非外傷性)出血，第３度
  - P52.3　胎児及び新生児の詳細不明の脳室内(非外傷性)出血
  - P52.4　胎児及び新生児の脳内(非外傷性)出血
  - P52.5　胎児及び新生児のくも膜下(非外傷性)出血
  - P52.6　胎児及び新生児の小脳(非外傷性)及び後頭蓋窩出血
  - P52.8　胎児及び新生児のその他の頭蓋内(非外傷性)出血
  - P52.9　胎児及び新生児の頭蓋内(非外傷性)出血，詳細不明
- P53　胎児及び新生児の出血性疾患
- P54　その他の新生児出血
  - P54.0　新生児吐血
  - P54.1　新生児メレナ
  - P54.2　新生児直腸出血
  - P54.3　その他の新生児胃腸出血
  - P54.4　新生児副腎出血
  - P54.5　新生児皮膚出血
  - P54.6　新生児腟出血
  - P54.8　その他の明示された新生児出血
  - P54.9　新生児出血，詳細不明
- P55　胎児及び新生児の溶血性疾患
  - P55.0　胎児及び新生児のＲh同種免疫
  - P55.1　胎児及び新生児のＡＢＯ同種免疫
  - P55.8　胎児及び新生児のその他の溶血性疾患
  - P55.9　胎児及び新生児の溶血性疾患，詳細不明
- P56　溶血性疾患による胎児水腫
  - P56.0　同種免疫による胎児水腫
  - P56.9　その他及び詳細不明の溶血性疾患による胎児水腫
- P57　核黄疸
  - P57.0　同種免疫による核黄疸
  - P57.8　その他の明示された核黄疸
  - P57.9　核黄疸，詳細不明
- P58　その他の多量の溶血による新生児黄疸
  - P58.0　皮下出血による新生児黄疸
  - P58.1　出血による新生児黄疸
  - P58.2　感染症による新生児黄疸
  - P58.3　赤血球増加症<多血症>による新生児黄疸
  - P58.4　母体から移行した又は新生児に投与された薬物又は毒素による新生児黄疸
  - P58.5　母体血液のえん<嚥>下による新生児黄疸
  - P58.8　その他の明示された多量の溶血による新生児黄疸
  - P58.9　多量の溶血による新生児黄疸，詳細不明
- P59　その他及び詳細不明の原因による新生児黄疸
  - P59.0　早産に関連する新生児黄疸
  - P59.1　濃縮胆汁症候群
  - P59.2　その他及び詳細不明の肝細胞傷害による新生児黄疸
  - P59.3　母乳の抱合抑制因子による新生児黄疸
  - P59.8　その他の明示された原因による新生児黄疸
  - P59.9　新生児黄疸，詳細不明
- P60　胎児及び新生児の播種性血管内凝固
- P61　その他の周産期の血液障害
  - P61.0　一過性新生児血小板減少症
  - P61.1　新生児赤血球増加症<多血症>
  - P61.2　未熟児の貧血
  - P61.3　胎児失血による先天性貧血
  - P61.4　その他の先天性貧血，他に分類されないもの
  - P61.5　一過性新生児好中球減少症
  - P61.6　その他の一過性新生児血液凝固障害
  - P61.8　その他の明示された周産期の血液障害
  - P61.9　周産期の血液障害，詳細不明

### (P70-P74)　胎児及び新生児に特異的な一過性の内分泌障害及び代謝障害
- P70　胎児及び新生児に特異的な一過性糖質代謝障害
  - P70.0　妊娠性糖尿病母体の児症候群
  - P70.1　糖尿病母体の児症候群
  - P70.2　新生児糖尿病
  - P70.3　医原性新生児低血糖
  - P70.4　その他の新生児低血糖
  - P70.8　胎児及び新生児のその他の一過性糖質代謝障害
  - P70.9　胎児及び新生児の一過性糖質代謝障害，詳細不明
- P71　カルシウム及びマグネシウム代謝の一過性新生児障害
  - P71.0　新生児における牛乳低カルシウム血症
  - P71.1　その他の新生児低カルシウム血症
  - P71.2　新生児低マグネシウム血症
  - P71.3　カルシウム又はマグネシウム欠乏症を伴わない新生児テタニー
  - P71.4　一過性新生児上皮小体<副甲状腺>機能低下症
  - P71.8　カルシウム及びマグネシウム代謝のその他の一過性新生児障害
  - P71.9　カルシウム及びマグネシウム代謝の一過性新生児障害，詳細不明
- P72　その他の一過性新生児内分泌障害
  - P72.0　新生児甲状腺腫，他に分類されないもの
  - P72.1　一過性新生児甲状腺機能亢進症
  - P72.2　その他の一過性新生児甲状腺機能障害，他に分類されないもの
  - P72.8　その他の明示された一過性新生児内分泌障害
  - P72.9　一過性新生児内分泌障害，詳細不明
- P74　その他の一過性新生児電解質障害及び代謝障害
  - P74.0　新生児の遅発代謝性アシドーシス
  - P74.1　新生児脱水症
  - P74.2　新生児のナトリウム平衡障害
  - P74.3　新生児のカリウム平衡障害
  - P74.4　新生児のその他の一過性電解質障害
  - P74.5　新生児一過性チロジン血症
  - P74.8　新生児のその他の一過性代謝障害
  - P74.9　新生児の一過性代謝障害，詳細不明

### (P75-P78)　胎児及び新生児の消化器系障害
- P75　胎便<メコニウム>イレウス(Ｅ84.1†)
- P76　新生児のその他の腸閉塞
  - P76.0　胎便栓症候群
  - P76.1　新生児一過性イレウス
  - P76.2　濃縮乳による腸閉塞
  - P76.8　新生児のその他の明示された腸閉塞
  - P76.9　新生児の腸閉塞，詳細不明
- P77　胎児及び新生児のえ<壊>死性腸炎
- P78　その他の周産期の消化器系障害
  - P78.0　周産期の腸穿孔
  - P78.1　その他の新生児腹膜炎
  - P78.2　母体血液のえん<嚥>下による新生児吐血及びメレナ
  - P78.3　新生児非感染性下痢症
  - P78.8　その他の明示された周産期の消化器系障害
  - P78.9　周産期の消化器系障害，詳細不明

### (P80-P83)　胎児及び新生児の外皮及び体温調節に関連する病態
- P80　新生児低体温
  - P80.0　寒冷傷害症候群
  - P80.8　その他の新生児低体温
  - P80.9　新生児低体温，詳細不明
- P81　新生児のその他の体温調節機能障害
  - P81.0　新生児の環境による高体温
  - P81.8　新生児のその他の明示された体温調節機能障害
  - P81.9　新生児の体温調節機能障害，詳細不明
- P83　胎児及び新生児に特異的な外皮のその他の病態
  - P83.0　新生児皮膚硬化症
  - P83.1　新生児中毒性紅斑
  - P83.2　溶血性疾患によらない胎児水腫
  - P83.3　胎児及び新生児に特異的なその他及び詳細不明の浮腫
  - P83.4　新生児の乳房腫脹
  - P83.5　先天性精巣<睾丸>水瘤
  - P83.6　新生児の臍ポリープ
  - P83.8　胎児及び新生児に特異的な外皮のその他の明示された病態
  - P83.9　胎児及び新生児に特異的な外皮の病態，詳細不明

### (P90-P96)　周産期に発生したその他の障害
- P90　新生児のけいれん<痙攣>
- P91　新生児の脳のその他の機能障害
  - P91.0　新生児脳虚血
  - P91.1　新生児の後天性脳室周囲のう<嚢>胞
  - P91.2　新生児の脳白質軟化症
  - P91.3　新生児の脳における易刺激性
  - P91.4　新生児の脳機能抑制
  - P91.5　新生児昏睡
  - P91.6　新生児の低酸素性虚血性脳症
  - P91.8　新生児の脳のその他の明示された機能障害
  - P91.9　新生児の脳の機能障害，詳細不明
- P92　新生児の哺乳上の問題
  - P92.0　新生児嘔吐
  - P92.1　新生児胃・食道逆流及び反すう
  - P92.2　新生児の緩慢哺乳
  - P92.3　新生児の哺乳不足
  - P92.4　新生児の哺乳過剰
  - P92.5　新生児の母体乳房からの哺乳困難
  - P92.8　新生児のその他の哺乳上の問題
  - P92.9　新生児の哺乳上の問題，詳細不明
- P93　胎児及び新生児に投与された薬物による反応及び中毒
- P94　新生児の筋緊張障害
  - P94.0　一過性新生児重症筋無力症
  - P94.1　先天性筋緊張亢進
  - P94.2　先天性筋緊張低下
  - P94.8　新生児のその他の筋緊張障害
  - P94.9　新生児の筋緊張障害，詳細不明
- P95　原因不明の胎児死亡
- P96　周産期に発生したその他の病態
  - P96.0　先天性腎不全
  - P96.1　母体の嗜癖性薬物使用による新生児離脱症状
  - P96.2　新生児における治療的な薬物使用による離脱症状
  - P96.3　新生児頭蓋縫合開大
  - P96.4　妊娠中絶，胎児及び新生児
  - P96.5　子宮内処置の合併症，他に分類されないもの
  - P96.8　周産期に発生したその他の明示された病態
  - P96.9　周産期に発生した病態，詳細不明